# 하남문화예술회관
하남문화예술회관은 경기도 하남시에 있는 문화 예술 회관이다.

## 연혁
- 2007년 5월 11일 하남문화예술회관 개관